# Winter (Album)
Winter ist das vierzehnte Studioalbum der britischen Independent-Band New Model Army. Es wurde am 26. August 2016 veröffentlicht.

## Cover
Das Cover des Albums ist gezeichnet und in Brauntönen gehalten. Auf der Vorderseite ist ein krähenähnlicher Vogel abgezeichnet, der etwas durch Wasserspritzer verwischt ist. Auf der Rückseite sind Bäume, die einen dunklen Wald darstellen sollen. Generell ist es ein düsteres Cover, was die Melancholie des Albums unterstreicht.

Für das Design ist Alex Harrap verantwortlich. Er hat auch schon das Vorgängeralbum der Band, Between Wine and Blood (2014), und dem dazugehörenden Live-Album (2015) entworfen.

## Charts
Das Album erreichte in Deutschland Platz 20.

## Titelliste
| #   | Titel                         | Länge |
| --- | ----------------------------- | ----- |
| 1.  | Beginning                     | 6:59  |
| 2.  | Burn the Castle               | 3:12  |
| 3.  | Winter                        | 4:19  |
| 4.  | Part the Waters               | 4:25  |
| 5.  | Eyes Get Used to the Darkness | 4:40  |
| 6.  | Drifts                        | 4:26  |
| 7.  | Born Feral                    | 6:25  |
| 8.  | Die Trying                    | 3:35  |
| 9.  | Devil                         | 4:33  |
| 10. | Strogoula                     | 4:10  |
| 11. | Echo November                 | 3:00  |
| 12. | Weak and Strong               | 4:12  |
| 13. | After Something               | 4:00  |

## Kritiken
Deutschlandfunk bewertet das Album als kämpferisch mit wütenden Songs gegen die Politik der Mächtigen.
laut.de schreibt: „Ein Zorn biblischen Ausmaßes in jeder einzelnen Note.“

## Videos
Zu dem Album wurden zwei Videos gedreht und auf YouTube veröffentlicht:
- Winter: Passend zum Titel und Text („Bring me the snowfall, bring me the cold wind, bring me the winter!“) ist hier Sänger Justin Sullivan in einer verschneiten Winterlandschaft zu sehen.
- Devil: Im Video ist nicht die Band zu sehen. Hier sind ausschließlich Ausschnitte aus dem schwarz/weiß Stummfilm Faust – eine deutsche Volkssage von Friedrich Wilhelm Murnau aus dem Jahr 1926 zu sehen.

## Trivia
Die CD ist ausschließlich in einer Mediabook-Version in Deutschland erhältlich. Hier ist ein 14-seitiges Booklet enthalten, das die kompletten Liedertexte enthält.